# Contone
Contone is een plaats en voormalige gemeente in het Zwitserse kanton Ticino, en maakt deel uit van het district Locarno.
Contone telt 759 inwoners.

## Geschiedenis
Op 25 november 2007 werd de fusie van de negen gemeenten aan de zuidoever van het Lago Maggiore door de stemgerechtigden goedgekeurd: Caviano, Contone, Gerra, Indemini, Magadino, Piazzogna, San Nazzaro, Sant'Abbondio en Vira gingen samen tot de nieuwe gemeente Gambarogno.